# ヘルマン・テン・カテ
ヘルマン・テン・カテ（Herman Frederik Carel (Herman) ten Kate、1822年2月16日 - 1891年3月26日）は、オランダの画家、イラストレーターである。オランダの近世から近代の歴史を題材にした作品や風景画を描いた。

## 略歴
デン・ハーグで生まれた 。弟に聖職者、詩人のヤン・テン・カテ（Jan ten Kate、Jan Jakob Lodewijk ten Kate: 1819–1889）と画家になったマリ・テン・カテ（Mari ten Kate: 1831-1910）がいる。1837年から1841年までアムステルダムで画家コルネリス・クルーゼマンに学び、ベルギーやフランス、イタリア、ドイツで修行し、1847年から1869年までアムステルダムで活動した後、デン・ハーグに戻った。
近世の歴史的な出来事を題材にした作品、オランダやスペインの兵士を描いた絵画や版画の下絵を描いて人気のある画家になり、後に風景画も描いた。テン・カテの描いた国王ウィレム3世の肖像をもとにしたデザインの切手が1872年に発行された。
1876年に、歴史家のアラルド・ピールソン（Allard Pierson: 1831–1896）や国際廃娼連盟（International Abolitionist Federation）の会長も務めた聖職者のヘンドリク・ピールソン（Hendrik Pierson: 1834–1923) の妹のカロリーナ・ピールソン（karoCarolina Henriette Constantia Pierson: 1836-1895）と結婚した。テン・カテの同名の息子（Herman Frederik Carel ten Kate: 1858-1931）は有名な人類学者になった。

## 作品

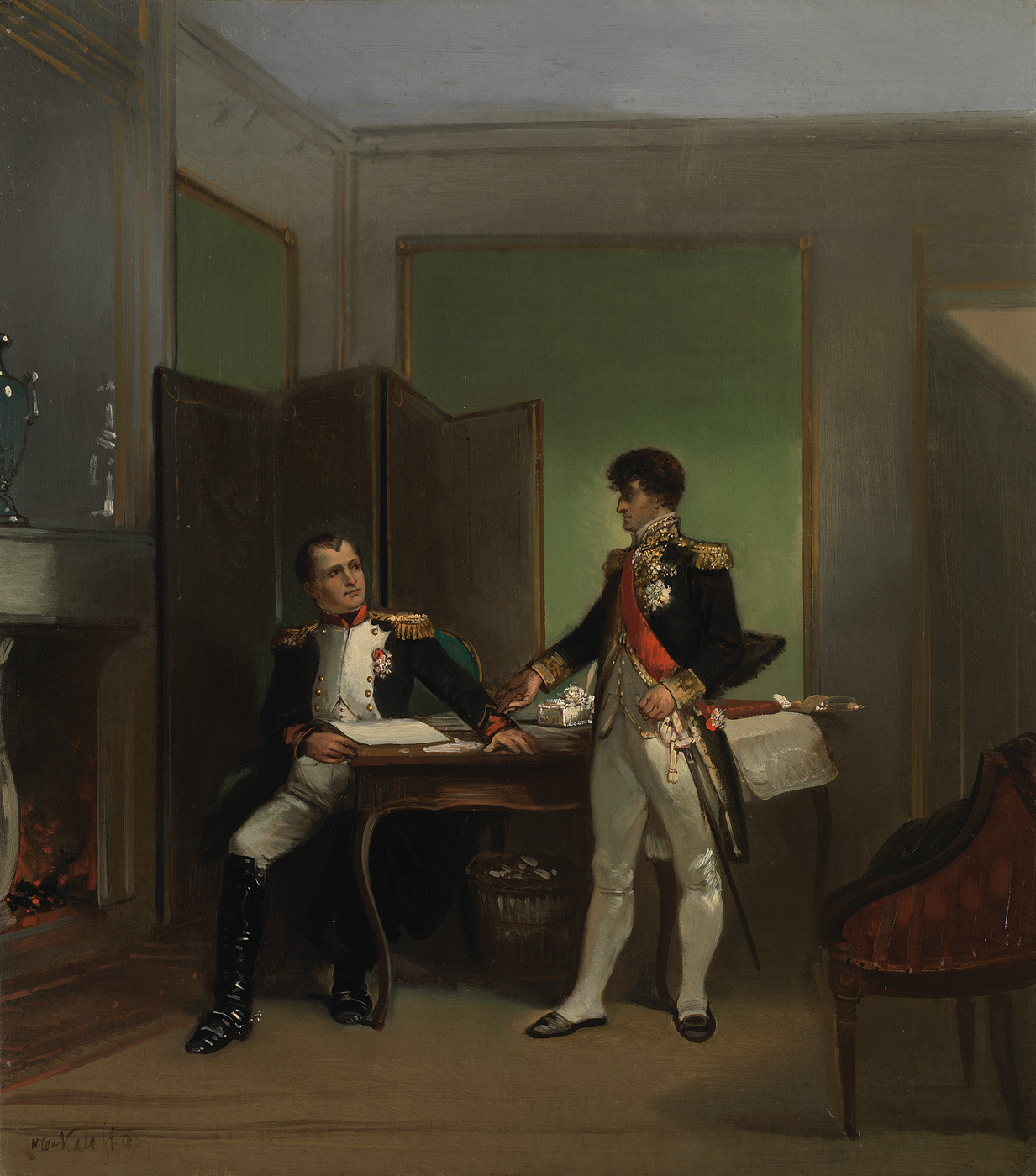
ナポレオンにオランダ独立を求めるルイ・ボナパルト(1863) アムステルダム博物館
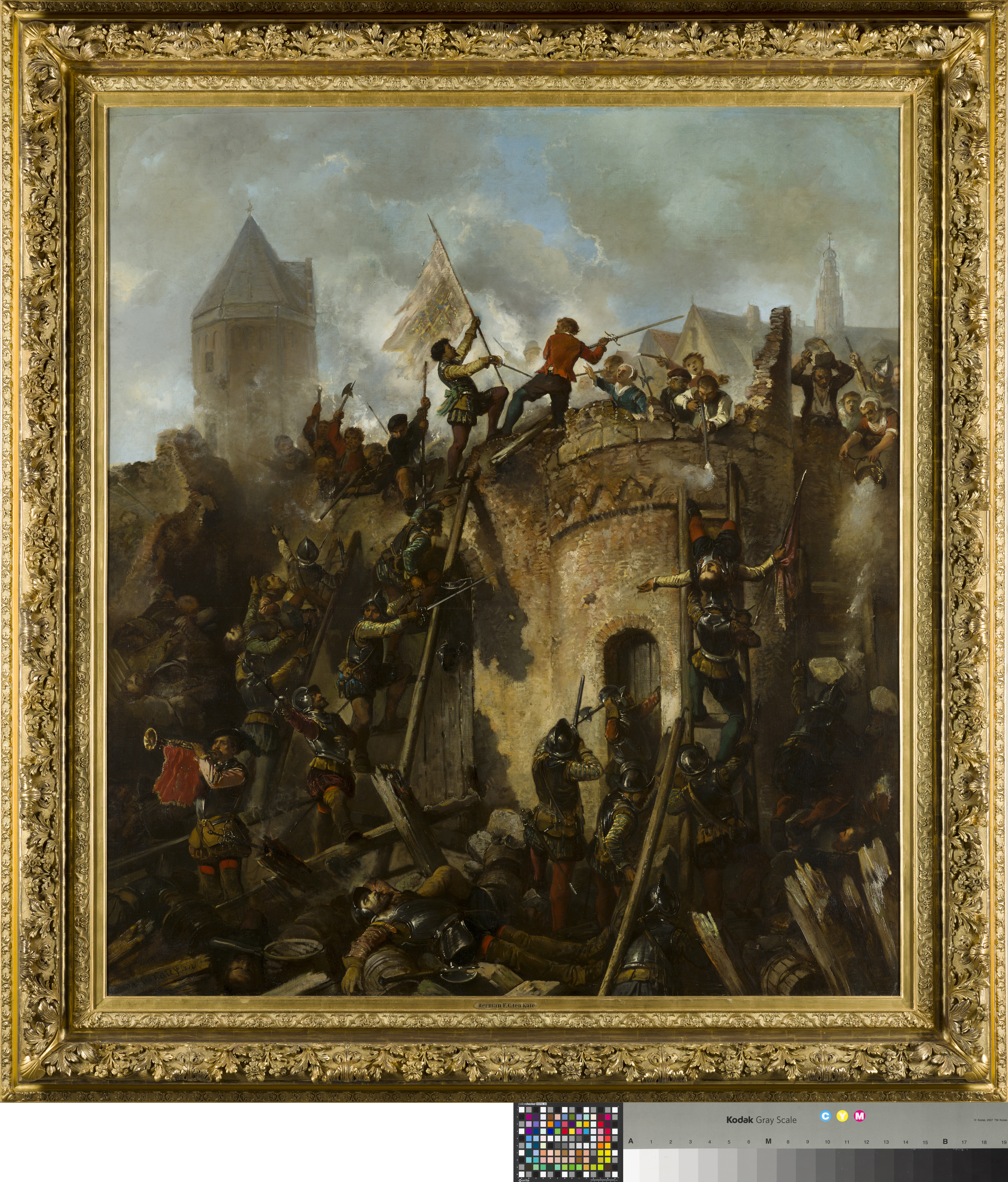
スペインからの独立戦争のアルクマール包囲戦
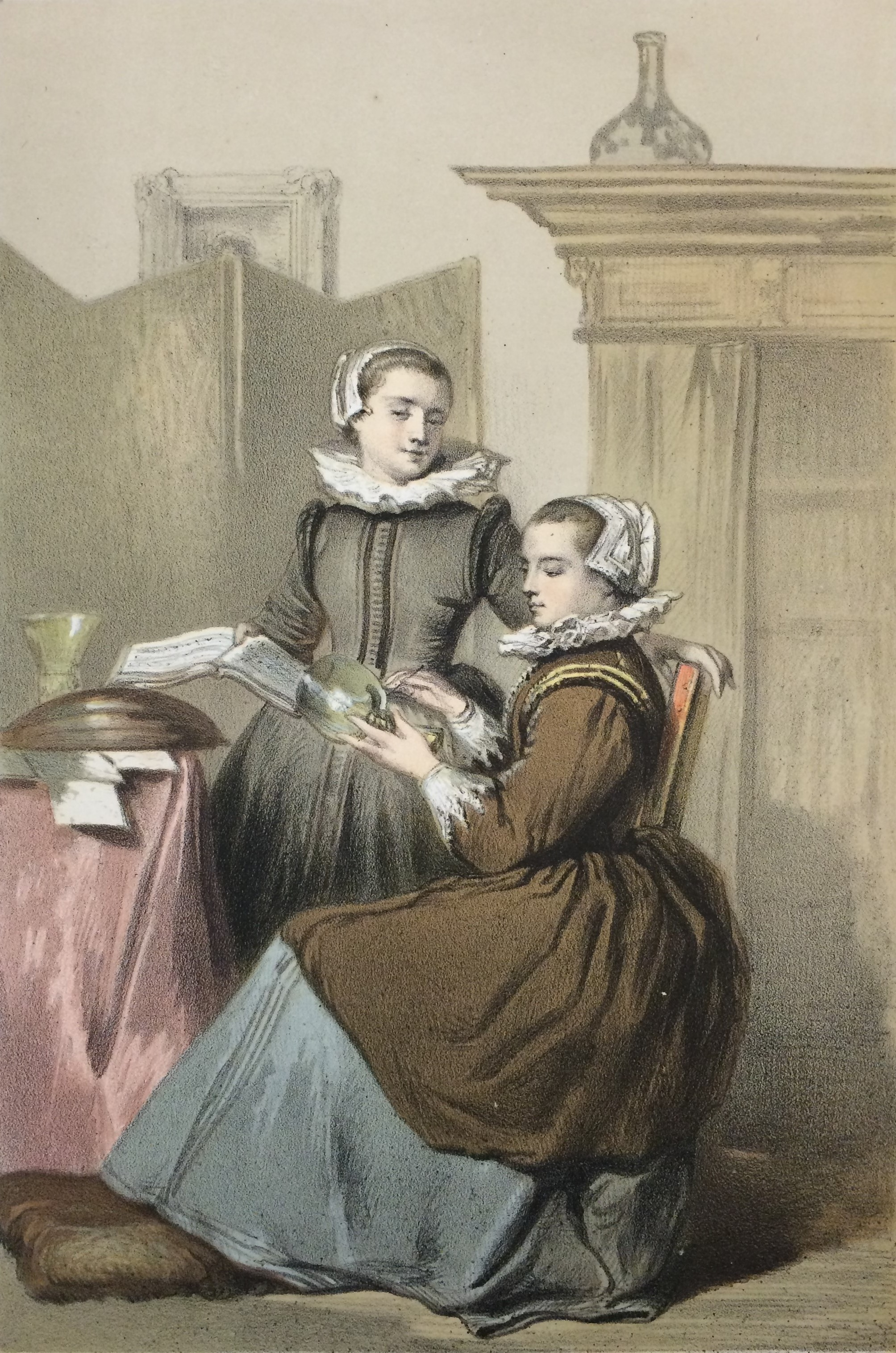
Anna VisscherとMaria Tesselschade Visscher
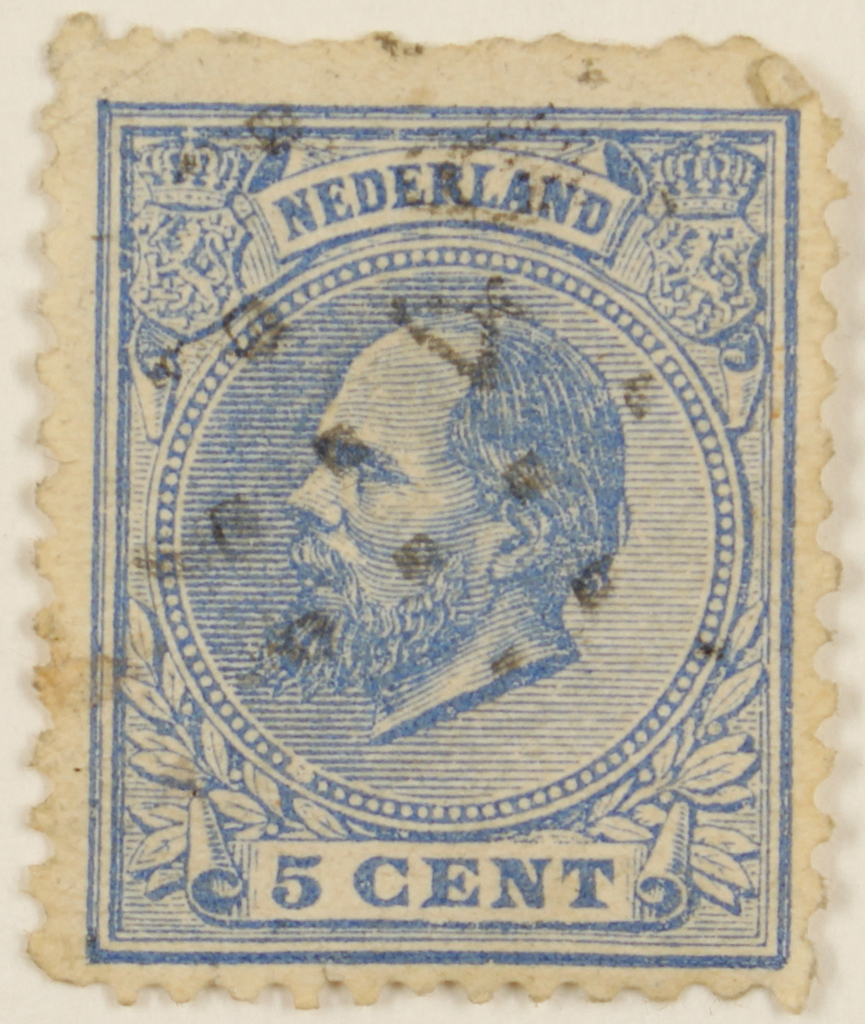
テン・カテの原画による切手

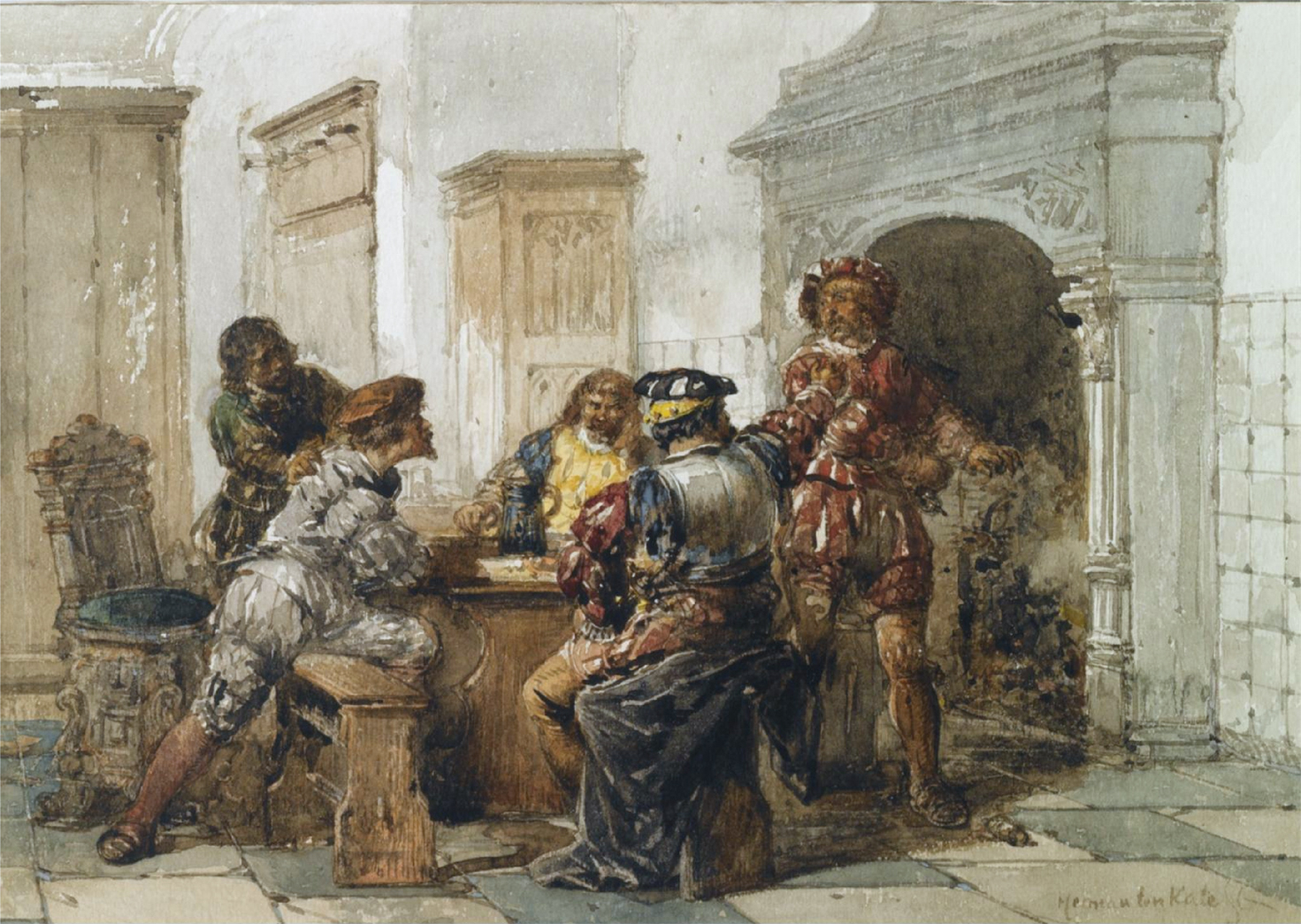
「諍い(La Dispute)」
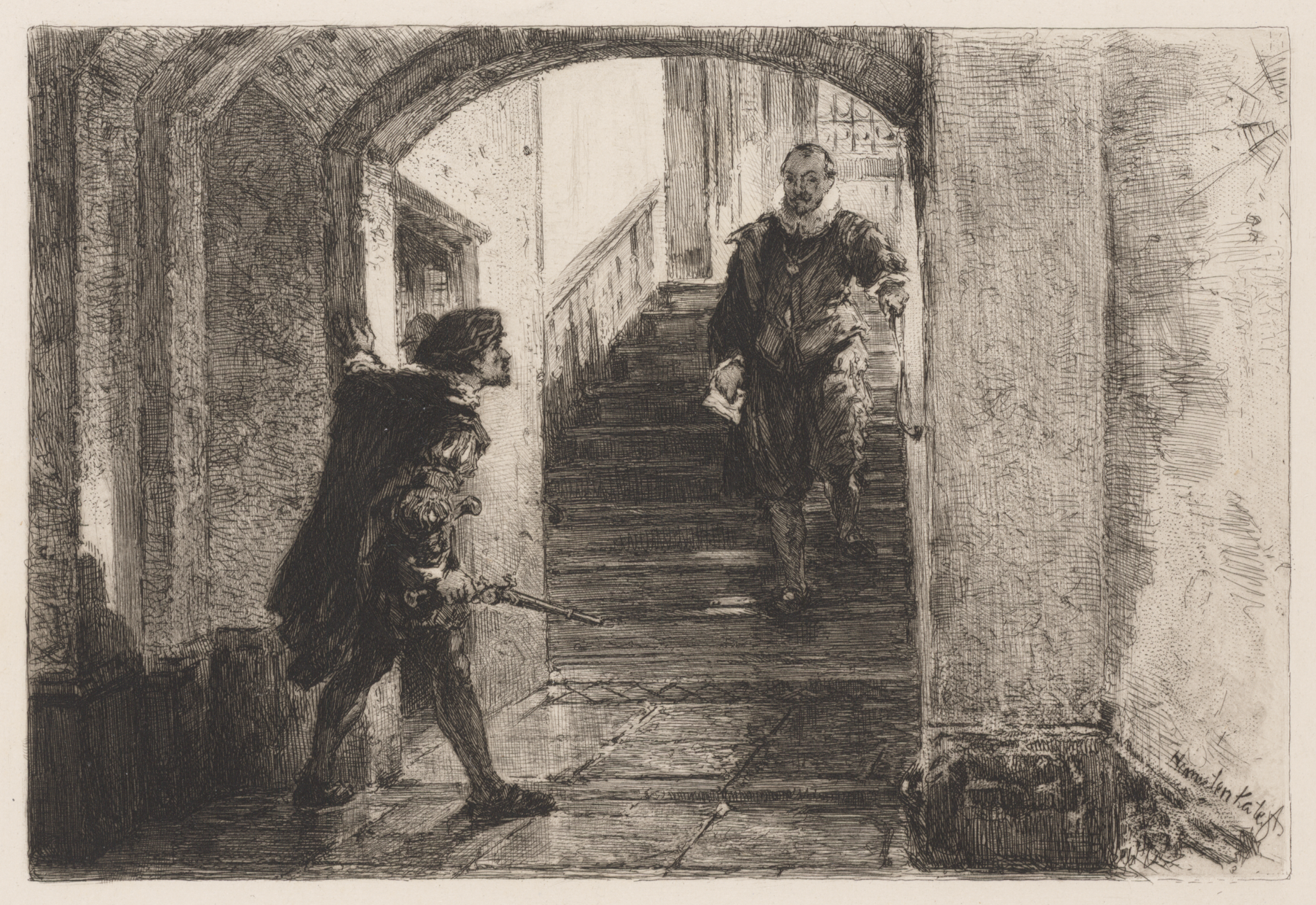
1584年のオラニエ公ウィレム1世の暗殺
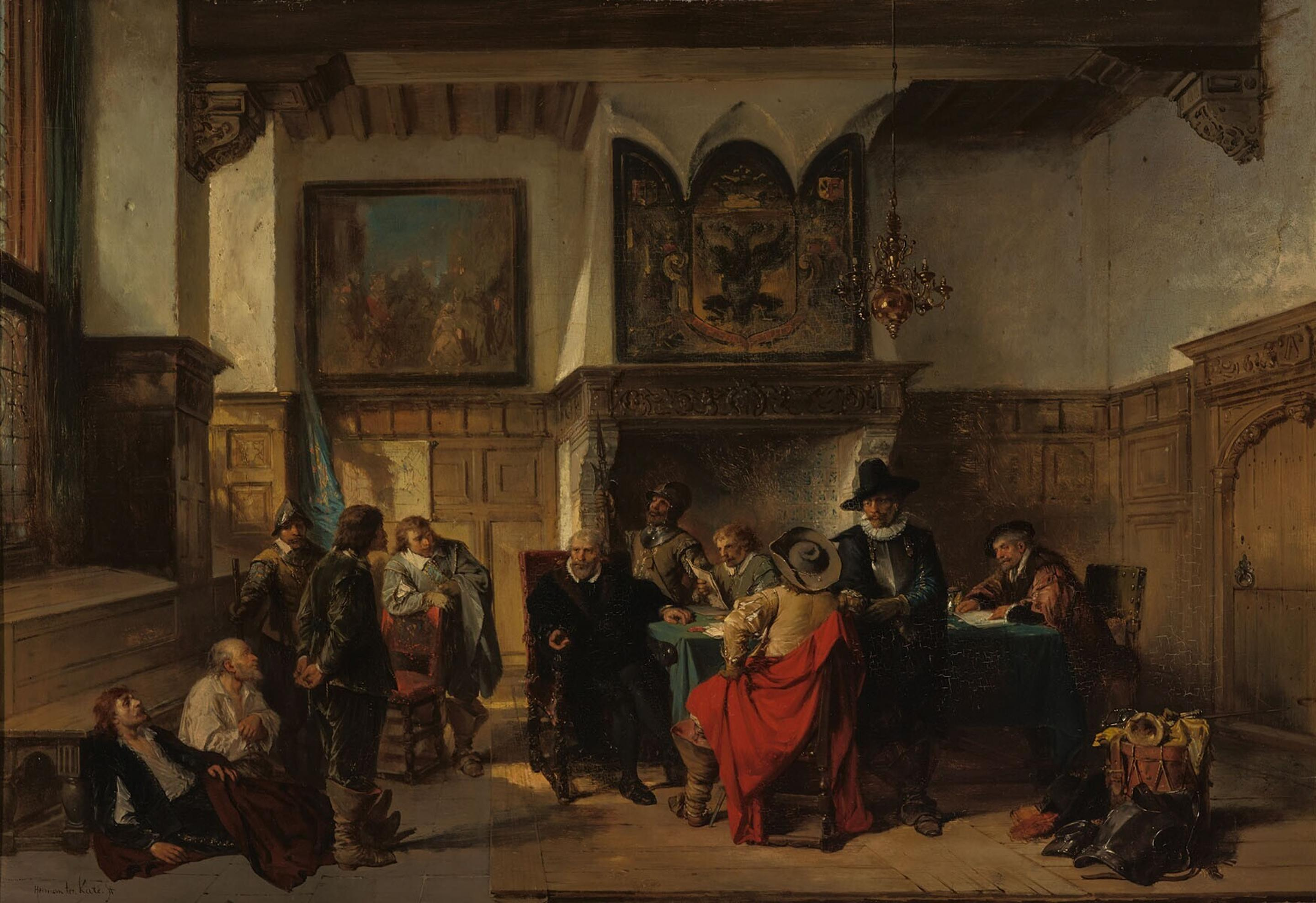
17世紀の軍法会議 (1867) ボイマンス・ヴァン・ベーニンゲン美術館